# Jacques Charpier
Jacques Charpier, né le 5 juillet 1926 à Avignon et mort le 5 septembre 1993 dans la même ville, est un poète, essayiste et résistant français.
Il rejoint très jeune les maquis de la Drôme, comme résistant. Puis, après des études d'art et d'archéologie, il a tour à tour été professeur, homme de radio, directeur littéraire au sein d'une maison d'édition, et écrit des ouvrages d'histoire et de critique littéraire. 
Son œuvre poétique, qui selon Robert Sabatier « sait marier le mysticisme et le sentiment amoureux », parfois rapprochée de celles de René Char et de Saint-John Perse, reste succincte, au point qu'elle a pu être réunie en un seul volume, L'Honoré du temps, en 1977.

## Biographie
Jacques Charpier naît à Avignon le 5 juillet 1926, et suit des études d'art et d'archéologie. Pendant la guerre, il rejoint la Résistance dans les maquis de la Drôme.
En 1946, à vingt ans, il publie son premier recueil poétique l'Âge du salut, dans lequel il utilise la poésie en prose et le verset, et sacralise les paysages du midi.
Jacques Charpier a été membre du Club d'essai de la RTF, professeur aux États-Unis et directeur littéraire d'une maison d'édition. Il a également écrit des essais littéraires, notamment sur Paul Valéry et Saint-John Perse.
En 1956, il signe avec les surréalistes l'« appel en faveur d'un cercle international des intellectuels révolutionnaires », rédigé en réaction à la répression de l'insurrection de Budapest.

## Réception de l’œuvre
La publication de l'Honoré du temps en 1977, qui réunit l'ensemble de l’œuvre poétique de Jacques Charpier est remarquée par Alain Bosquet. Celui vante dans le Monde, une œuvre nourrie des « influences parfaitement assimilées de Saint-John Perse et de René Char » mais qui a su se démarquer des « hantises ni aux expériences formelles » en cours dans les années 1950. La poésie de Charpier se caractérise, selon Bosquet, par « une sorte de droit à l'extase, qui aurait raison de toutes les interrogations », par le brièveté et la densité élégiaques, et par un sens du « mystère corrigeant à chaque phrase la fierté de se savoir vivant ».
Pour Robert Sabatier, Jacques Charpier « a pour alliés la nature, les éléments, le soleil, tous lieux de l'enfance à redécouvrir, et qui sont le tremplin pour un horizon plus vaste, un regard cosmique ». Sabatier rapproche également la poésie de Jacques Charpier de celle des troubadours, en ce qu'elle « sait marier le mysticisme et le sentiment amoureux. »
Édouard Glissant cite Jacques Charpier parmi les poètes de sa génération qui se sont attachés à élargir la parole poétique « dans les souffles du verset considéré comme une mesure du souffle humain », et son poème « Connaissez-vous l'écolière ? » comme particulièrement populaire parmi eux.

## Sources
- [Bosquet 1978] Alain Bosquet, « L'interrogation lyrique de Jacques Charpier », Le Monde,‎ 27 janvier 1978 (lire en ligne).
- [Sabatier 1988] Robert Sabatier, La poésie du Vingtième siècle, vol. III - Métamorphoses et modernité, Paris, Albin-Michel, 1988 (ISBN 2-226-03398-X), « Jacques Charpier », p. 531-533